# Hercules nel labirinto del Minotauro
Hercules nel labirinto del Minotauro (Hercules in the Maze of the Minotaur) è un film televisivo del 1994 diretto da Josh Becker, con Kevin Sorbo, Anthony Quinn, Tawny Kitaen e Michael Hurst.
È il quinto e ultimo di una serie di 5 film utilizzati per introdurre la serie televisiva Hercules.
Durante il film fanno apparizione delle brevi analessi, che mostrano alcuni combattimenti di Hercules avvenuti nei film precedenti: ad esempio lo scontro con un gigante e con un mostro marino in Hercules e il regno perduto, o con Eryx il pugile in Hercules nell'inferno degli dei.

## Trama
Hercules ha passato la sua vita ad aiutare le persone e vorrebbe rinunciare definitivamente a qualsiasi richiesta d'aiuto e dedicare più tempo alla sua famiglia. Ma quando un villaggio è minacciato da un Minotauro, Hercules è chiamato a salvare il paese dal suddetto. Inizialmente riluttante, decide poi di accettare e si reca sul posto insieme al suo amico Iolao, dove scoprirà una triste realtà.

## Distribuzione e trasmissione
Il film venne doppiato in italiano e distribuito in VHS sul territorio nazionale nel novembre 1995. Nel primo doppiaggio gli dei dell'Olimpo erano chiamati con i loro nomi greci e Hercules era chiamato Ercole. Quando però la Mediaset acquisì i diritti di trasmissione di Hercules (e di conseguenza anche di questo film), Hercules nel labirinto del Minotauro venne completamente ridoppiato per omologare le voci a quelle nuove scelte per il telefilm. Durante il ridoppiaggio, il protagonista venne rinominato Hercules e gli dei dell'Olimpo vennero chiamati con i loro nomi romani. Inoltre, quando venne trasmesso in prima TV su Italia 1 il 19 ottobre 1996, il film venne accorpato alla prima stagione della serie TV e rinominato Hercules e il Minotauro.